# Dżabila Tahtani
Dżabila Tahtani (arab. جبيلة تحتاني) – wieś w Syrii, w muhafazie Aleppo, w dystrykcie Ajn al-Arab. W 2004 roku liczyła 119 mieszkańców.